# Václav Prospal
Václav Prospal (ur. 17 lutego 1975 w Czeskich Budziejowicach) – czeski hokeista, reprezentant Czech, olimpijczyk. Trener hokejowy

## Kariera
- HC Czeskie Budziejowice U20 (1991–1993)
- Hershey Bears (1993–1996)
- Philadelphia Phantoms (1996–1997)
- Philadelphia Flyers (1997)
- Ottawa Senators (1997–2001)
- Florida Panthers (2001)
- Tampa Bay Lightning (2001–2003)
- Anaheim Ducks (2003–2004)
- HC Czeskie Budziejowice (2004–2005)
- Tampa Bay Lightning (2005–2008)
- Philadelphia Flyers (2008)
- Tampa Bay Lightning (2008–2009)
- New York Rangers (2009–2011)
- Columbus Blue Jackets (2011–2013)
  -  HC Czeskie Budziejowice (2012)

Wychowanek klubu HC Czeskie Budziejowice. Od lipca 2011 zawodnik Columbus Blue Jackets. W lutym 2012 przedłużył kontrakt z klubem o rok. Od końca października 2012 na okres lokautu w sezonie NHL (2012/2013) związał się z macierzystym czeskim klubem HC Czeskie Budziejowice. W styczniu 2013 powrócił do USA i rozegrał skrócony sezon NHL. Łącznie w NHL rozegrał 19 sezonów, w ich trakcie 1173 mecze, w których zdobył równo 800 punktów. W styczniu 2014 zakończył karierę zawodniczą.
Uczestniczył w turniejach mistrzostw świata w 2004, 2000, 2005, Pucharu Świata 2004 oraz zimowych igrzyskach olimpijskich 2006.
Został asystentem trenera reprezentacji Czech podczas turnieju mistrzostw świata 2017, 2018.

## Sukcesy

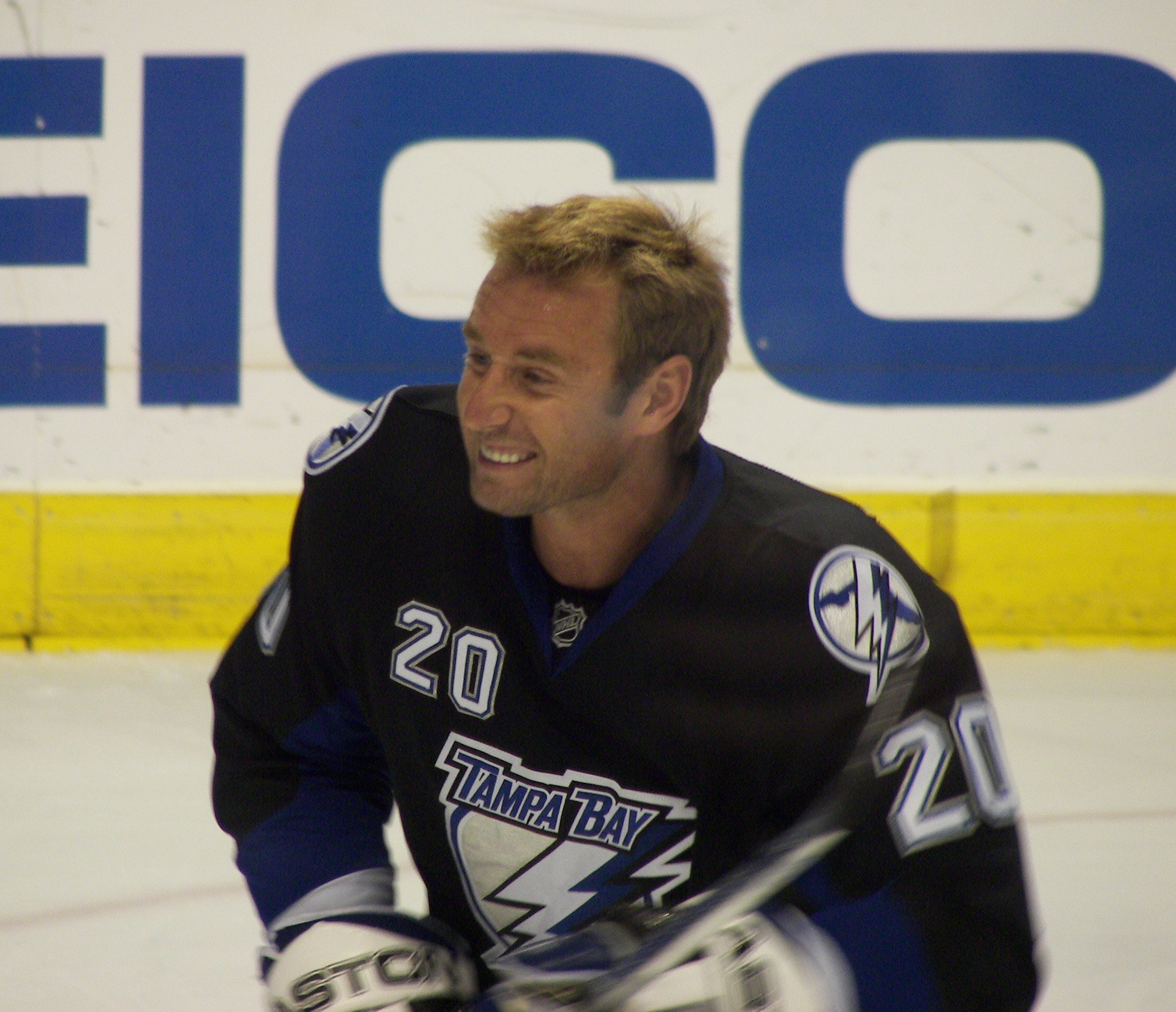
Václav Prospal w barwach Tampa Bay Lightning (2007)

Reprezentacyjne
- Brązowy medal mistrzostw Europy juniorów do lat 18: 1993
- Złoty medal mistrzostw świata: 2000, 2005
- Brązowy medal igrzysk olimpijskich: 2006

Klubowe
- Mistrzostwo dywizji AHL: 1994 z Hershey Bears, 1997 z Philadelphia Phantoms
- Mistrzostwo w sezonie zasadniczym AHL: 1997 z Philadelphia Phantoms
- Frank Mathers Trophy: 1997 z Philadelphia Phantoms
- Mistrzostwo dywizji NHL: 1999, 2001 z Ottawa Senators, 2003 z Tampa Bay Lightning
- Mistrzostwo 1. ligi: 2005 z HC Czeskie Budziejowice

Indywidualne
- Sezon AHL 1996/1997:
  - Pierwszy skład gwiazd
- Sezon 1. liga czeskiej 2004/2005:
  - Pierwsze miejsce w klasyfikacji kanadyjskiej: 88 punktów